# Jeanne Eliot
Pour les articles homonymes, voir Eliot.
Jeanne Eliot, née le 22 mars 1861 à Paris 15e et morte en 1937 à Épinay-sous-Sénart, est une artiste peintre française.

## Biographie
Jeanne Eliot est née le 22 mars 1861 à Paris. Son père semble avoir été marchand de bois, artiste, et être mort très tôt. Elle est élevée avec son frère Maurice Eliot à Paris par sa mère, et ses grands-parents maternels à Épinay-sous-Sénart. Elle a vécu avec son frère, tous les deux étant célibataires. 
Jeanne Eliot est l'élève de son frère et de Mlle Cheron. Elle expose au Salon des artistes français dès 1890 et en devient sociétaire en 1892. 
Elle est enseignante en école à la Ville de Paris. Elle publie en 1933-1934 des articles sur le vieux Paris dans la revue ABC. 
Atteinte d'une maladie mentale, elle est hospitalisée et meurt en 1937 à Épinay-sous-Sénart.

## Distinction
- Officier de l'Instruction publique[2]